# Colecistitis
La colecistitis és la inflamació o irritació de la paret de la vesícula biliar. Es manifesta normalment amb dolor abdominal, sensibilitat a la zona d'hipocondri dret i febre. Es produeix quan la bilis queda retinguda a la vesícula biliar, sovint perquè un càlcul biliar bloqueja el conducte cístic. Això provoca que la bilis s'acumuli i origini pressió i irritació dins de la vesícula.
La colecistitis aguda alitiàsica, una entitat poc freqüent però seriosa, és una inflamació vesicular sense presència de càlculs al seu interior. Té un origen molt divers: infeccions bacterianes o víriques, cirurgia major, fàrmacs, traumatismes, ventilació mecànica, nutrició parenteral o cremades, per exemple.

## Factors de risc
Alguns dels factors de risc per tenir càlculs biliars són:
- Sexe femení
- Embaràs
- Teràpia hormonal
- Edat avançada
- Obesitat
- Baixada o pujada de pes de manera ràpida
- Diabetis

Tot i així, poden existir altres causes que també provoquin colecistitis, com ara malalties greus com VIH o tumors de la vesícula biliar.

## Símptomes
El quadre clínic es caracteritza per dolor al quadrant superior dret de l'abdomen o l'epigastri, que pot ser de tipus còlic, continu o irradiat a l'esquena. Pot tenir una duració d'aproximadament 30 minuts. També poden aparèixer altres símptomes com nàusees, vòmits, febre, femta del color de l'argila o coloració groguenca de la pell (icterícia).

## Diagnòstic
El diagnòstic de colecistitis requereix una exploració física per part del metge, en la qual poden detectar-se els signes més freqüents de la patologia. Així, el signe de Murphy, que és l'aparició de dolor amb la inspiració profunda que condueix a la interrupció de la respiració (pel dolor intens) mentre es pressiona el quadrant superior dret de l'abdomen.
A més a més, es pot confirmar el diagnòstic a través de diverses proves complementàries.
D'una banda, a les proves d'imatgeria mèdica poden presentar-se càlculs biliars o inflamació. Els exàmens que poden fer-se són:
- Ecografia abdominal
- Tomografia computada abdominal
- Ressonància magnètica
- Radiografia abdominal
- Colecistografia oral
- Gammagrafia de la vesícula biliar[3]

D'altra banda, als resultats de les proves analítiques és habitual que aparegui leucocitosi amb neutrofília, un increment de la proteïna C reactiva (PCR), lleu augment de l'activitat de aminotransferasa i amilasa i finalment, en pacients amb colecistitis greu pot aparèixer la bilirrubina <4 mg/dl.

## Tractament
El tractament de la colecistitis es pot classificar segons si requereix o no intervenció quirúrgica.
A. Tractament conservador
Es realitza en aquells casos en que l'evolució clínica és superior a 72 hores o quan el pacient presenta un risc quirúrgic molt alt. Aquest tractament inclou una sèrie de mesures que s'han de seguir, com ara: mantenir el pacient en dieta absoluta durant 24-48 hores assegurant la hidratació per via parenteral, iniciar la cobertura amb antibiòtic, administrar analgèsia i fer una avaluació clínica de l'estat general cada 4 hores.
B. Tractament quirúrgic
La colecistectomia és el tractament quirúrgic d'elecció. Ha de realitzar-se de manera precoç i preferiblement per laparoscòpia. Consisteix en una extracció de la vesicula biliar sota anestèsia general.

## Complicacions
Les complicacions més freqüents de la colecistitis poden ser les següents:
- Empiema vesicular[8]
- Gangrena vesicular[9]
- Perforació vesicular[10]
- Plastró vesicular[11]
- Abscés subfrénic[12]
- Pancreatitis aguda
- Ili biliar[13]
- Fístula biliar[14]
- Colangitis